# Michel Septfontaine

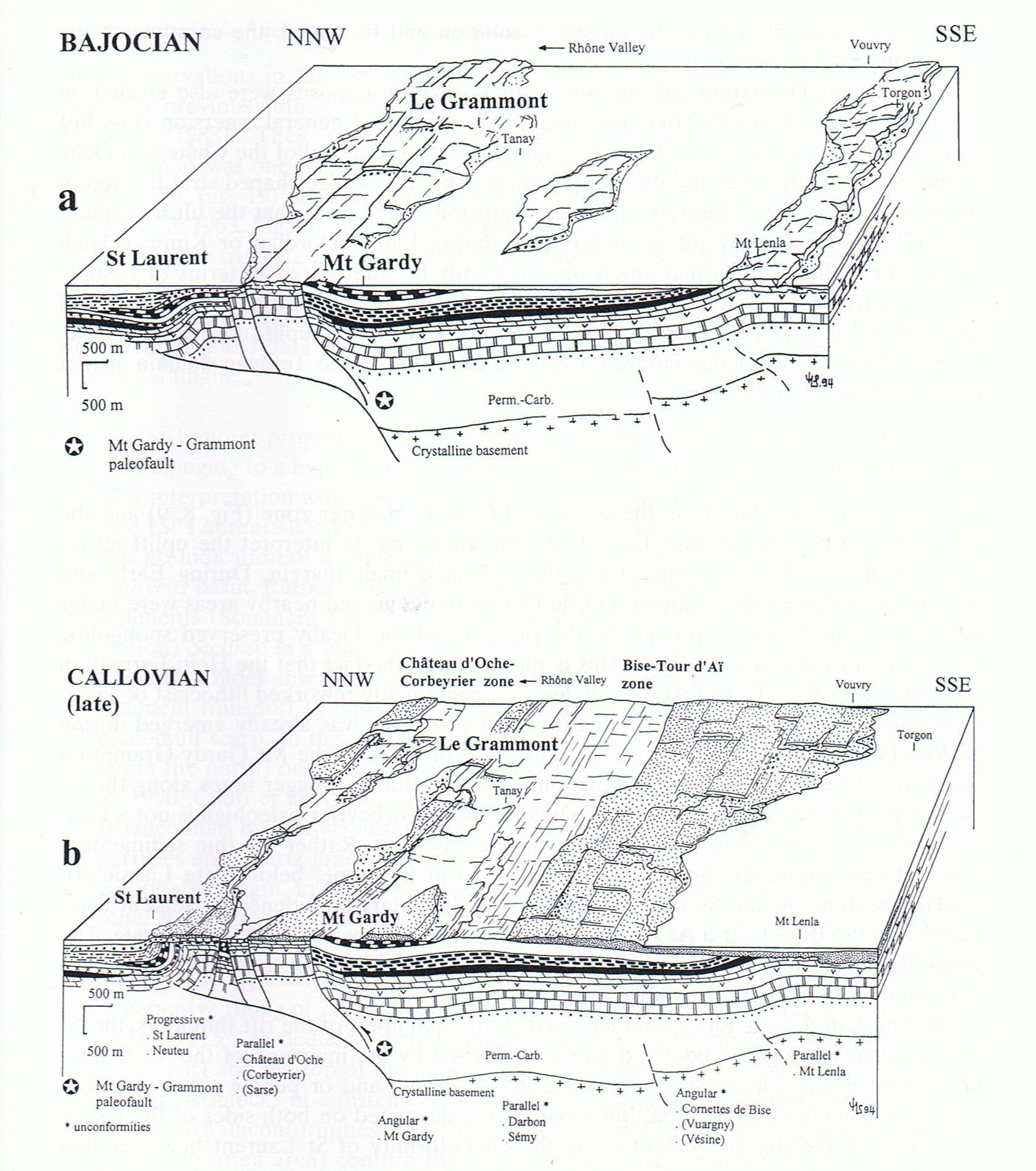
Blocs diagrammes et profils palinspastiques des Préalpes (Briançonnais s.l.) au Jurassique moyen.

Michel Septfontaine, né en 1944 à Genève, est un géologue et écrivain suisse.

## Biographie
Michel Septfontaine fait des études de géologie dans sa ville natale et obtient son doctorat (sous la direction du prof. Paul Brönnimann) en sciences de la Terre, mention paléontologie, en 1971. Engagé par la compagnie pétrolière Shell, il passe un an et demi à La Haye pour perfectionner sa formation. 
De retour en Suisse, il est envoyé par un bureau de consultants en Algérie où il travaille sur le projet de développement d'une cimenterie en Oranie. Il effectue en 1974 un raid saharien de six semaines en 3 CV. Entre-temps, il a rejoint l'université de Genève comme chargé de recherches, de 1973 à 1980. Après sept ans de recherches géologiques et micropaléontologiques dans les Préalpes suisses et françaises, il publie un mémoire sur la paléogéographie et la paléotectonique du Jurassique des Préalpes (Briançonnais s.l., en 1984) qui sera complété et modifié par un article synthétique en 1995 paru aux Eclogae, avec un nouveau profil palinspastique à travers les Préalpes médianes (fig. ci-contre).
Parallèlement à ses travaux de géologie préalpine, il se consacre à l'étude micropaléontologique (foraminifères) des terrains jurassiques carbonatés des pourtours de la Méditerranée occidentale (Sud de la France, Sardaigne, Hautes-Alpes, etc.). Ses recherches sur le terrain conduisent à une première synthèse stratigraphique et taxonomique de ce groupe de microrganismes et à la publication d'un ouvrage didactique pour aider à la détermination des foraminifères dans le cadre de la recherche pétrolière (Revue de Micropal., 1981). La même année, il est engagé au Service de la carte géologique du Maroc, où il séjourne cinq ans. Il effectue, avec ses collègues de la coopération suisse (DDA), de nombreuses missions dans le Haut Atlas et la chaîne du Rif, en pays berbère. Ses travaux scientifiques concernent l'étude des dépôts tertiaires rifains, à l'aide de la micropaléontologie des foraminifères planctoniques, et de la sédimentologie des dépôts profonds (deep sea fans et chenaux) dans le but de compléter la carte géologique de cette chaîne établie par G. Suter et ses collaborateurs. Il propose une stratigraphie nouvelle de certaines unités tectoniques (Jbel Binet) et la révision du timing de la genèse du Rif externe, au nord de Taza (Eclogae, 1983 et C. R. Somm. Soc. Géol France, 1984 avec D.Leblanc).
Entre-temps, il mène une étude systématique, micropal. et sédimentologique des dépôts carbonatés jurassiques (surtout liasiques, en compagnie de J. Jenny, J.-A. Jossen) du Haut et du Moyen Atlas, qui fait le sujet d'un article synthétique publié à la Revue de Micropal. en 1985. Une biostratigraphie détaillée du Lias, publiée en 1984, est utilisée avec succès au Maroc et au-delà, jusqu'en Oman (voir plus bas). De retour en Suisse, Michel Septfontaine participe au Congrès Benthos 86 à Genève, où il présente une synthèse phylogénétique des grands foraminifères Jurassiques et Crétacé, débouchant sur une proposition de nouvelle classification de ces microfossiles essentiels pour la stratigraphie et l'interprétation des environnements anciens des dépôts carbonatés peu profonds dans le domaine circum-méditerranéen.    
En 1986, il travaille une courte période dans le cadre d'un projet de recherche à l'université de Fribourg. Il est ensuite nommé conservateur, de 1987 à 2001, au musée de géologie de Lausanne et effectue des missions de terrain et de formation (Yougoslavie, Turquie, Oman, etc.) pendant lesquelles il continue ses investigations micropaléontologiques et sédimentologiques sur les cycles de comblement des lagons côtiers jurassiques. Il est par ailleurs à l'origine de la définition de nombreux genres nouveaux de foraminifères (liste sur le site www.palgeo.ch). Ses travaux seront repris dans l'ouvrage synthétique de Carriou et al. coord, 1997, article Bassoullet publié par Elf Aquitaine, et dans l'ouvrage de synthèse de Bou Dagher-Fadel (2008), article Jurassique, Developments in Paleontology & Stratigraphy (Elsevier publ.). 
Actuellement[évasif], il se consacre à l'écriture (cinq romans parus), dans le but de faire mieux connaître le peuple berbère tout en prenant position sur des problèmes d'actualité, au Maroc et en Europe.  

## Œuvres
- L'Impasse, éd. Thélès, 2007
- La Scierie - le forestier de la cathédrale, éd. Thélès, 2008
- Le Soleil pourpre : chronique d'un marginal, éd. Sisyphes, 2010
- La Loge, éd. Sisyphes, 2011
- L'Imposture, éd. Sisyphes, 2012
- Profil de Mort - Dans la maison vide, éd. L'Harmattan/Amarante, Paris, 2013. Commentaire d'un journaliste de "L'Illustré", Genève, 07.10.2013, Blaise Calame : "... sa description fait mouche. On accroche, captivé et ravi de retrouver chez un auteur suisse le souffle d'un écrivain installé comme le Chilien Luis Sepulveda, un maître de la description."
- La Croisière, éd. L'Harmattan, Paris, 2022
- Le souffle des Prédicants - Contraindre les consciences, éd. Edilivre, Paris, 2023. Commentaire de Camille Andres, journaliste au mensuel "Réformés", mail reçu le 17.4.2023 : " Juste pour vous dire que j'ai adoré le livre... Déjà bravo, quelle écriture ! "
- Coup de Chaleur - Chronique d'une bavure ordinaire, éd. L'Harmattan, Paris, 2023
- Les marches du Temple - Le bûcher de Servet, éd. L'Harmattan, Paris, 2024

## Galerie

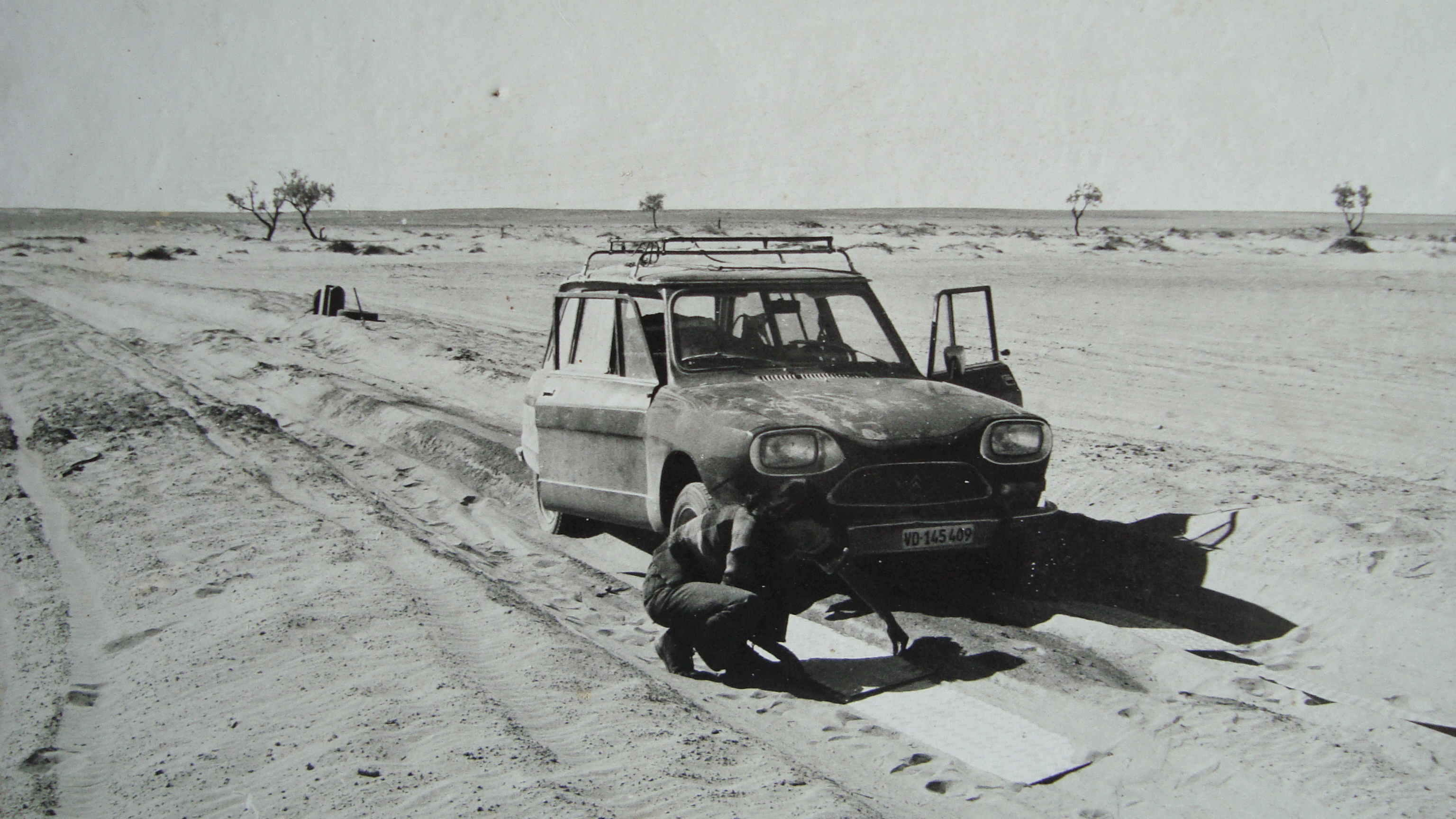
Traversée (1974) en 3CV de Tammanrasset à Djanet ; 700 km de mauvaise piste en une semaine !
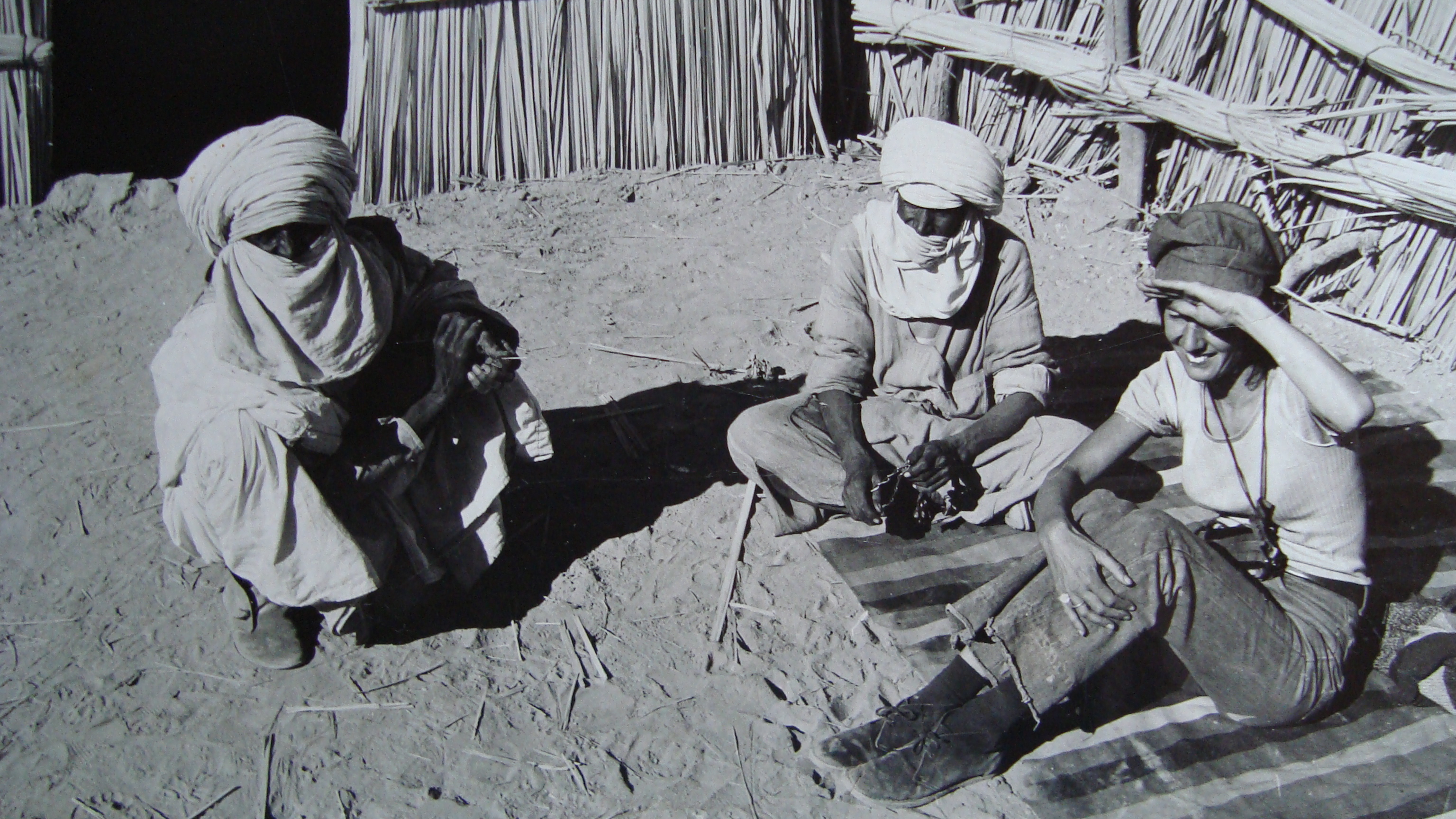
À l'étape de Fort Gardel, l'accueil des Touareg (1974).
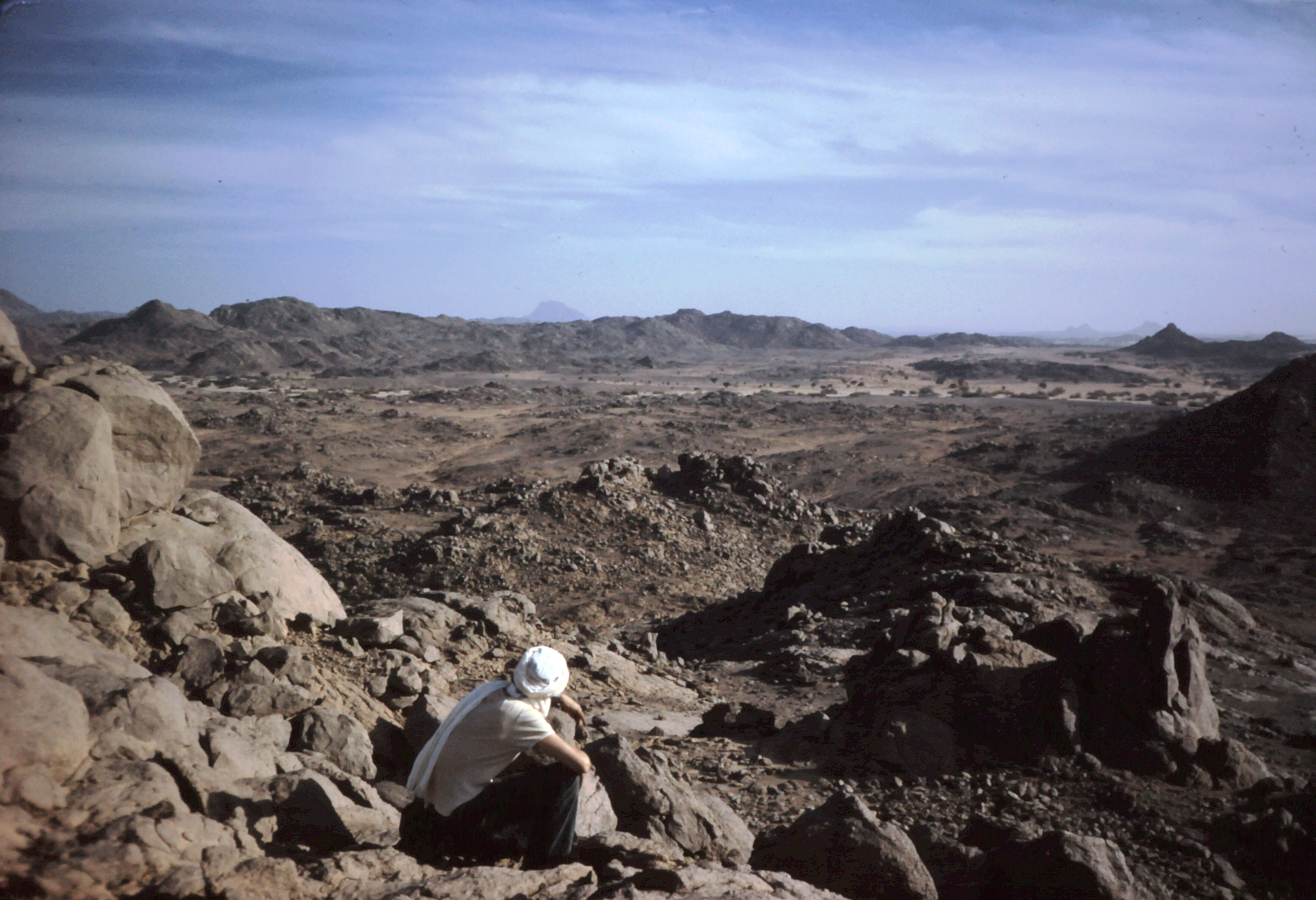
Paysage volcanique du Hoggar; laves contre massif de granit. Sahara 1974.
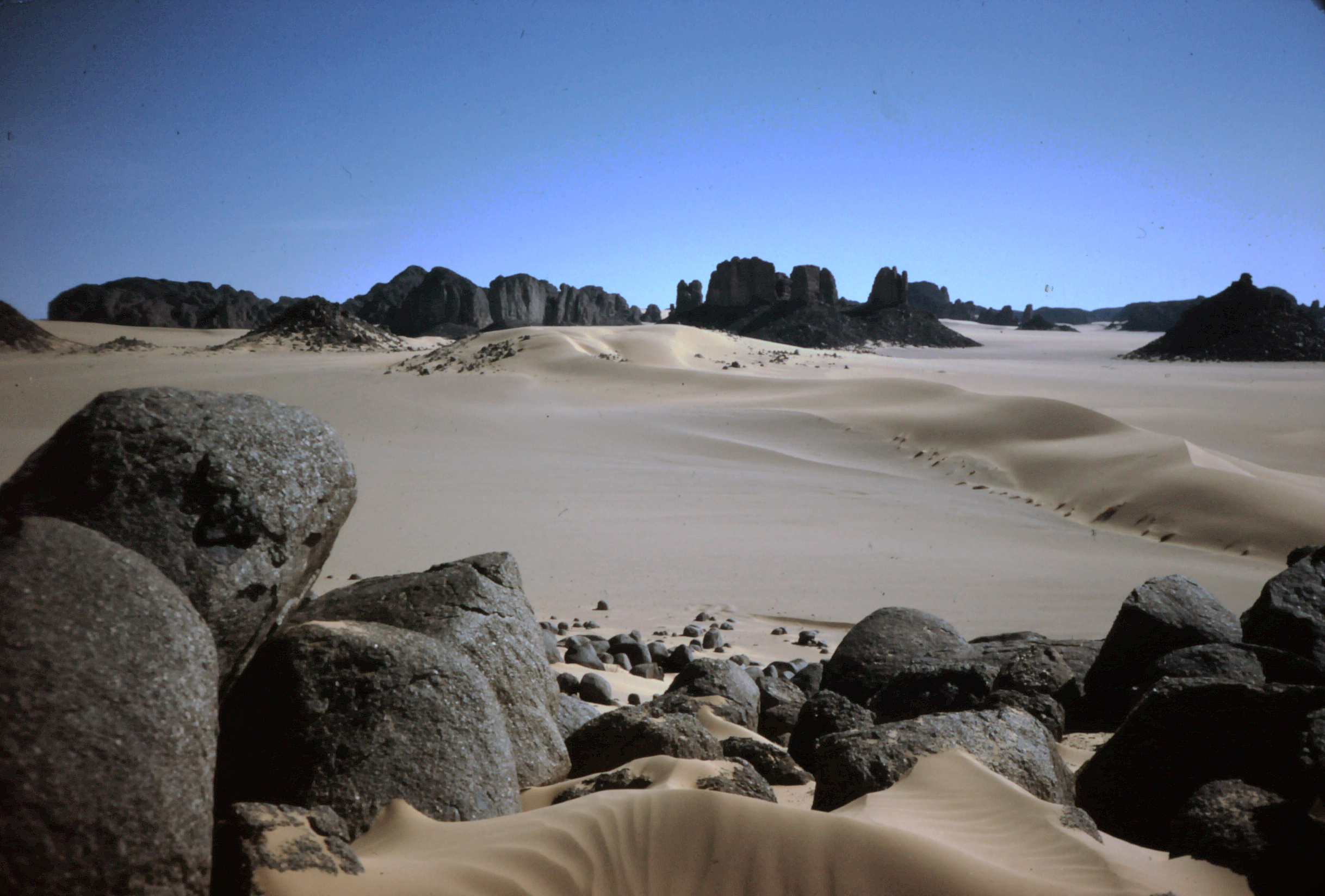
Tassili des Ajjers (grès fluviatiles, 450 millions d'années) ; ensablement par l'erg oriental ; granit en « boules » au premier plan. Sahara 74.
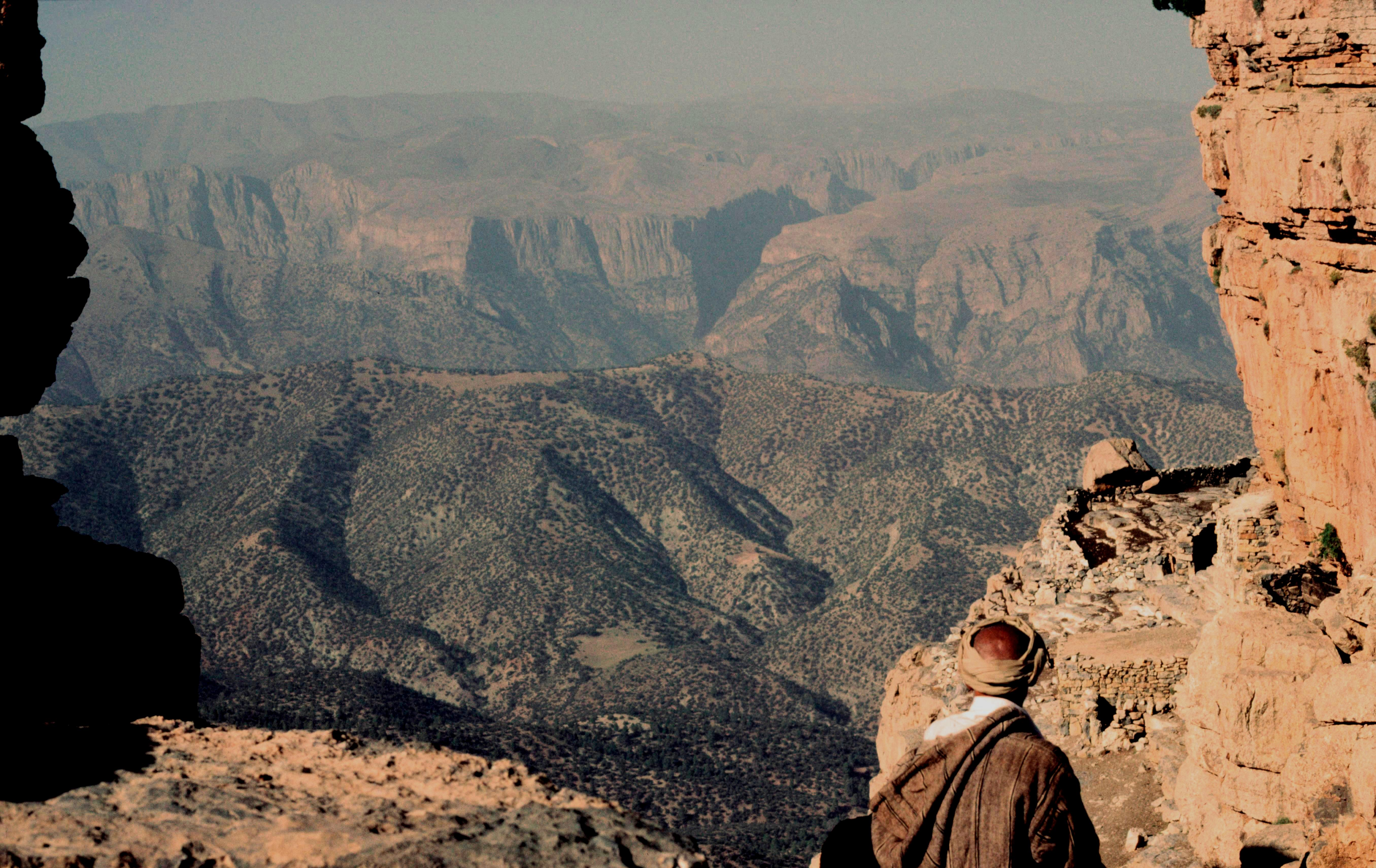
Panorama du Haut Atlas central, son terrain d'étude... et une source d'inspiration (1984).
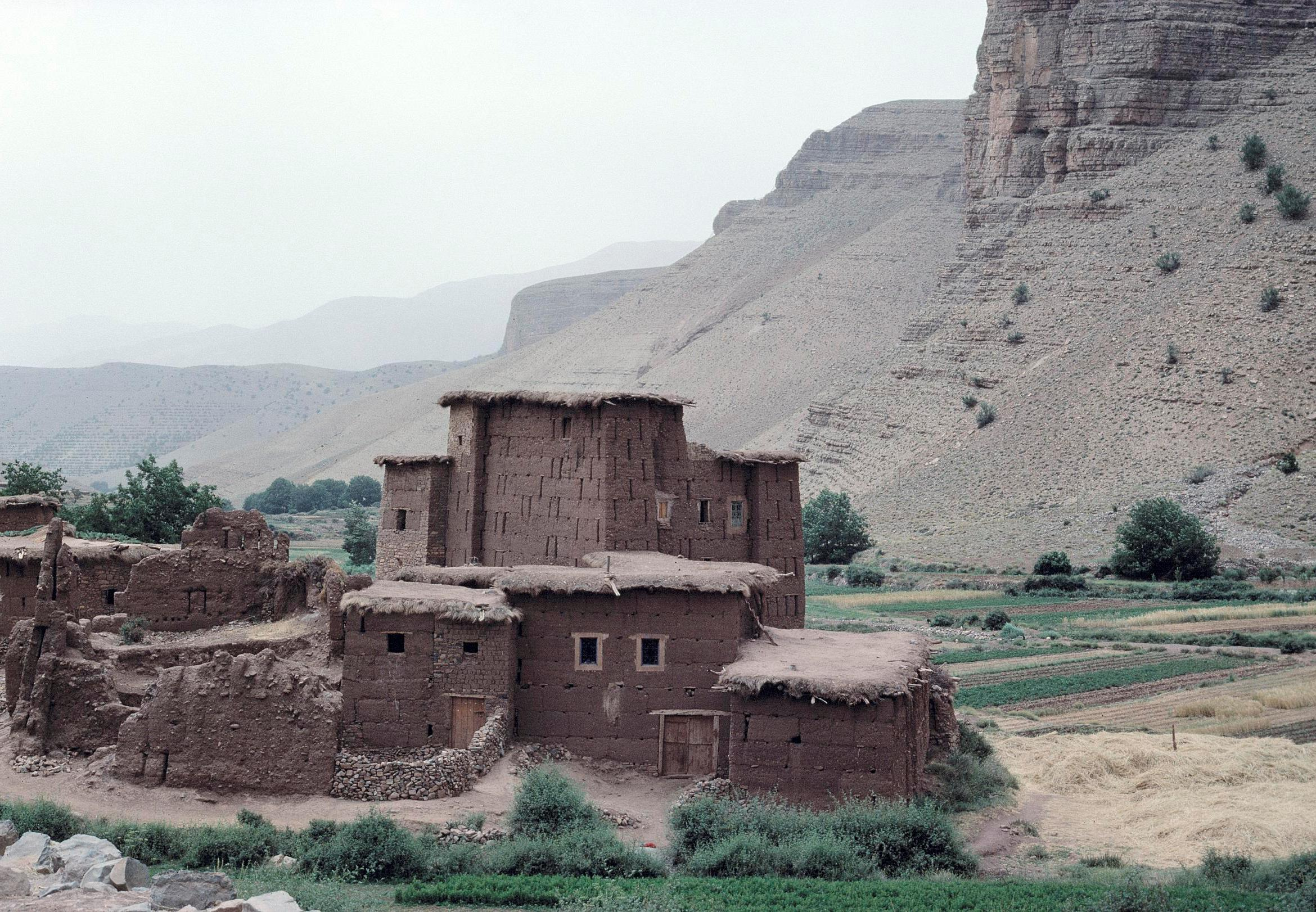
Un village berbère dans la vallée des Aït Bou Guemès, Haut Atlas, Maroc.
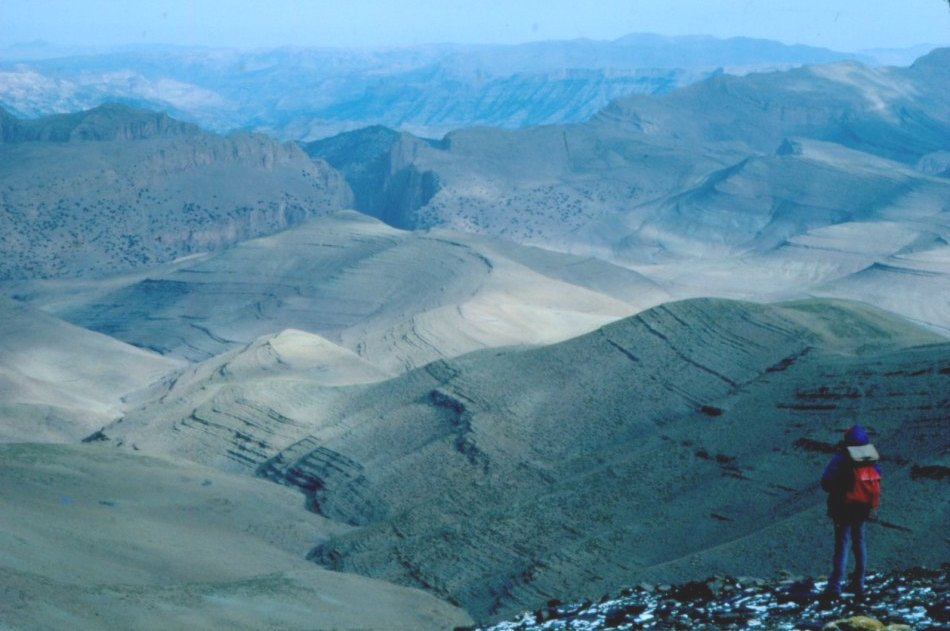
Paysage de « dunes karstiques » dans le Lias calcaire du Haut Atlas, en direction du sud (1984).
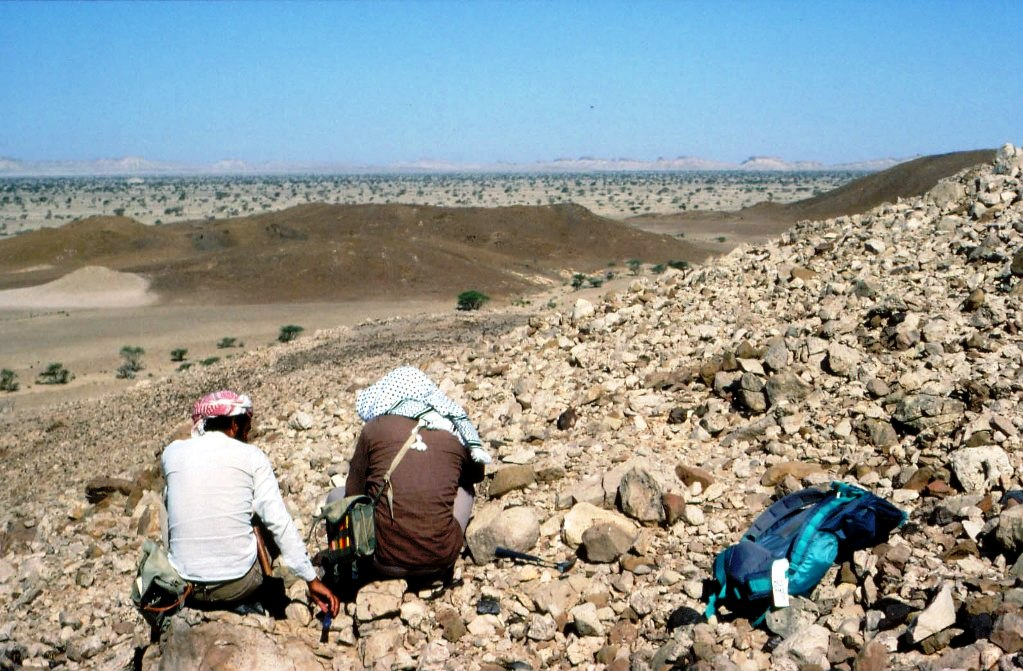
Levés géologiques avec deux stagiaires dans le désert de l'Oman (1990).